# 노하우
노하우(영어: know-how, knowhow)는 특허화되지 않는 기술 정보, 발명, 공식, 설계와 과정, 비법, 경험, 영업전략 등으로 정의될 수 있다.  노하우는 산업 재산권에서 지적재산으로 국내와 국제 환경에서 기술의 이전에 중요한 구성 요소이다. 노하우는 특허, 상표, 카피라이트와 재산과 같은 다른 지적재산(IP)과 공존하거나 독립적이다. 노하우는 비밀유지에 그 특징이 있으며 보호요건이나 존속기간은 제한되지 않으나 특허권과 같은 독점권은 부여되지 않는다. 다만, 일정한 경우 타기업 등에 의한 침해시 영업비밀보호등에관한부정경쟁방지법에 의하여 보호받을 수 있다. 